# Oscar Cabalén
Oscar Cabalén (Chabás, provincia de Santa Fe, 4 de febrero de 1924-Ramallo, 25 de agosto de 1967) fue un piloto de automovilismo argentino en las décadas de 1950 y 1960.

## Carrera
Oscar Cabalén fue un distinguido piloto automovilístico argentino de amplia trayectoria en el Turismo Carretera. Apodado "El Turco"  cuando contaba con 24 años en 1948, cuando, mientras repasabas las páginas de la Revista El Gráfico, leyó un aviso donde se ofrecían motocicletas HRD. De inmediato viaja a la Capital Federal y compra una. Apenas la sabía manejar. Incluso debió pedirle al vendedor que la sacara a la calle y se la pusiera en marcha para regresar a su pueblo. A los 15 días se anotó en Bell Ville en una carrera, la cual ganó. Siguió compitiendo en cuatro carreras más cuando en Gálvez sufrió un accidente, y se fracturó la tibia y el peroné. Estuvo seis meses enyesado y le colocaron un clavo de platino. Debido al accidente abandonó el motociclismo. Por ese entonces Cabalén trabajaba en la empresa de camiones de sus hermanos. Esos fueron sus comienzos en el mundo del automovilismo.
El 1 de julio de 1950, debutó en la categoría Turismo Carretera. En 1953 participó en la Carrera Panamericana, desarrollada en México, logrando el 3.er. lugar en la categoría "Turismo Especial". Al año siguiente repite la experiencia, obteniendo el 7º lugar en la misma categoría.

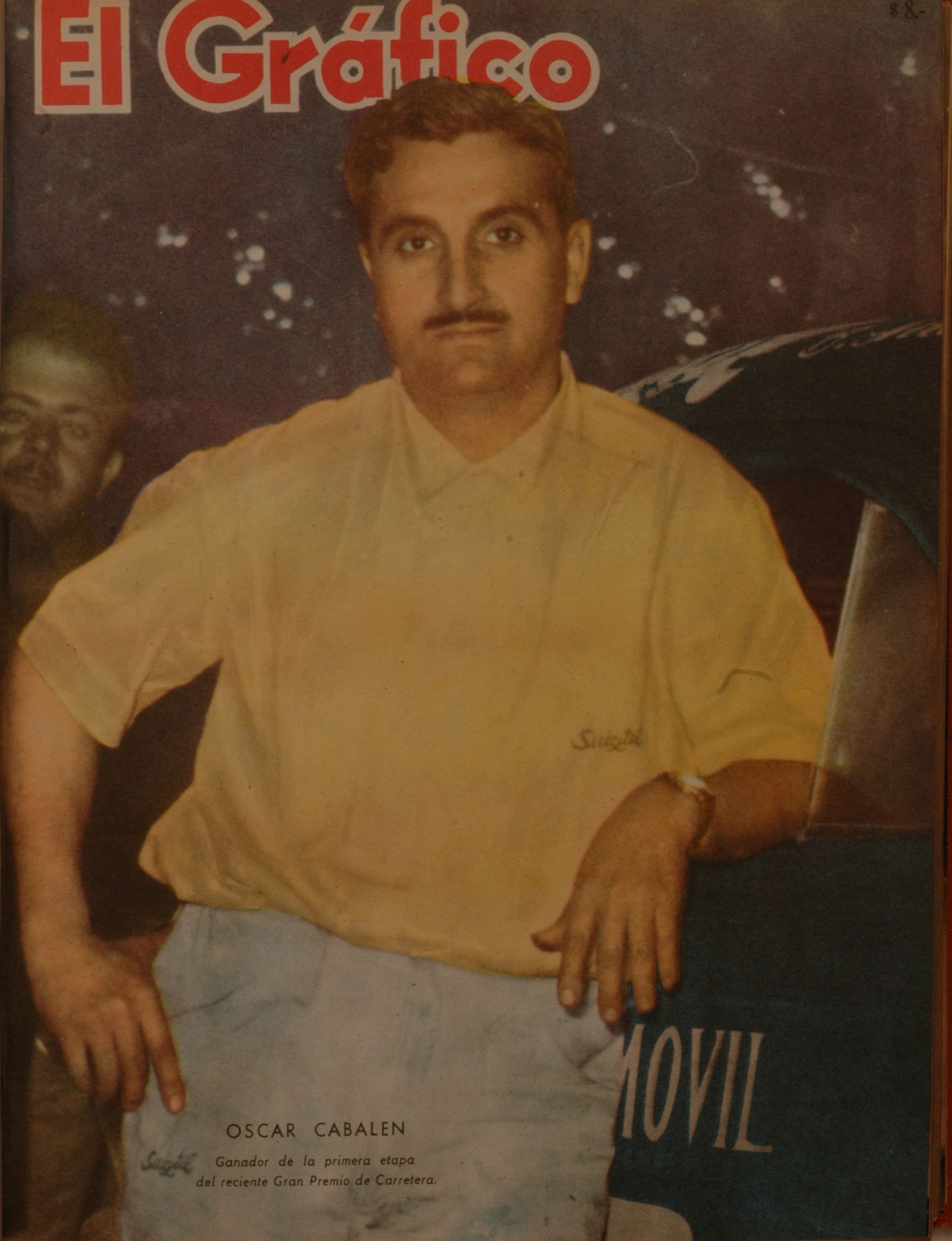
Cabalén en 1959

En 1955 corrió la Mille Miglia en Italia, obteniendo un 5º puesto en la categoría Alfa Romeo Giulietta Sprint Veloce. Ese año viajó por el mundo con su maestro y amigo, el gran Juan Manuel Fangio.
En 1961 volvió a la Argentina para participar en el Turismo Carretera. A bordo de un Ford V8, Cabalén no solo logra su primera victoria ganando en Villa Carlos Paz y convirtiéndose en el ganador número 59 del historial del TC, sino que además obtiene el subcampeonato de ese año, por detrás del campeón Oscar Alfredo Gálvez.
En 1966 ganó el "Gran Premio de Turismo" conduciendo un Ford Mustang, y en 1967 fue uno de los miembros del "Team Racing Ford Argentina".

## Muerte

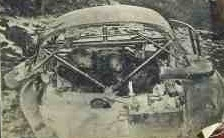
Fotografía del vehículo de Cabalén luego del accidente

El piloto Oscar Cabalén murió trágicamente probando un "Ford Sport Prototipo", un viernes previo al fin de semana en que se iba a correr el "6° Gran Premio de TC General Manuel Savio. En una de las salidas, el prototipo se salió del camino, a más de 205 km/h, dio varios tumbos y se incendió. El accidente se produce en el ex Autódromo "Circuito SOMISA de Ramallo", provincia de Buenos Aires, el 25 de agosto de 1967 a las 10:17, muriendo también en el siniestro su mecánico y ocasional acompañante Guillermo Luis "Pachacho" Arnáiz, quien era por ese entonces integrante del equipo de Horacio Steven. El vehículo, de carrocería de fibra de vidrio, de fácil combustión, se incendió muy rápidamente con nafta de alto octanaje, atrapando a los conductores en el habitáculo, quienes murieron carbonizados.
Cabalén está sepultado en el Cementerio de San Jerónimo, ciudad de Córdoba. El autódromo de la ciudad cordobesa de Alta Gracia lleva su nombre.